# Agathis endertii
Espèce
Classification phylogénétique
Statut de conservation UICN

 NT  : Quasi menacé
L’Agathis endertii est une espèce de conifère de la famille des Araucariaceae. Cet arbre est originaire de l'île de Bornéo, d'Indonésie et de Malaisie. Il est menacé du fait de la destruction de son habitat.